# Parafia św. Andrzeja Apostoła we Wrocławiu
Parafia Świętego Andrzeja Apostoła we Wrocławiu – parafia rzymskokatolicka znajdująca się w dekanacie Wrocław zachód (Leśnica) archidiecezji wrocławskiej. 
Została erygowana w połowie XIV wieku jako katolicka jednostka administracji kościelnej z kościołem znajdującym się przy obecnej ul. Jeleniogórskiej. W 1530 r., w wyniku rozwoju Reformacji, parafię wraz z kościołem przejęli protestanci, i zarządzali nią aż do 1653 r., kiedy to w wyniku tzw. krwawej łaźni w Stabłowicach świątynia przeszła znów w ręce katolików. Od tej pory obszar dawnej parafii św. Andrzeja Apostoła był filią parafii św. Jadwigi Śląskiej w Leśnicy i przynależał do Archiprezbiteratu św. Mikołaja we Wrocławiu, a od 1926 r. do nowego Archiprezbiteratu Leśnica.
Po 1945 r. Stabłowice zostały podzielone pomiędzy parafię św. Jadwigi Śląskiej w Leśnicy oraz parafię św. Anny w Praczach Odrzańskich.
W 1985 r. metropolita wrocławski ks. kardynał Henryk Gulbinowicz erygował na nowo parafię św. Andrzeja Apostoła w Stabłowicach. Jej proboszczem został ks. Wincenty Tokarz. Początkowo funkcję obiektu sakralnego pełniła tymczasowa kaplica, dopiero w 1994 r. oddano do użytku nowy kościół pw. św. Andrzeja Apostoła. W 1997 r. poświęcił go ks. kard. Francis Arinze z Nigerii.
W parafii działa świetlica środowiskowa „Andrzejówka”, Klub Seniora, Liturgiczna Służba Ołtarza, Akcja Katolicka, Ruch Światło-Życie, Żywy Różaniec, Apostolat Maryjny, schola dziecięca.

## Proboszczowie
- ks. Wincenty Tokarz (1985–2020)[3]
- ks. Krzysztof Borecki (2020–2021 administrator, od 2021 proboszcz)[4]

## Zasięg parafii
Parafia obejmuje ulice: Amarantowa, Ananasowa, Arbuzowa, Arachidowa, Beżowa, Będkowska, Biała, Bieszczadzka, Błękitna, Boguszowska, Bystra, Cieplicka, Ciechocińska, Cytrynowa, Daktylowa, Drogosławicka, Dziarska, Fieldorfa, Figowa, Głuszycka, Górecka, Granatowa, Hodowicka, Hoża, Iwonicka, Jagniątkowska, Jaźwińska, Jeleniogórska, Jesiennicka, Jeżowska, Jędrzejowska, Kokosowa, Kosmonautów (nr. nieparz.), Kruszcowa, Krzyżowska, Lazurowa, Lubawska, Mandarynkowa, Miłkowska, Mysłakowicka, Niebieska, Niecała, Oliwkowa, Olbrachtowska, Perłowa, Piechowicka, Pienińska, Piotrkowska, Pomarańczowa, Porębska, Przesiecka, Przechodnia, Przemiłowska, Raźna, Rącza, Rychła, Samotna, Seledynowa, Skałeczna, Sobieszowska, Stabłowicka (nr. 1-110), Starogajowa, Staroleska, Stoszowska, Strzeblowska, Sulistrowska, Szara, Śmigła, Śnieżna, Świeża, Tatrzańska, Uciechowska, Wełniana, Wojanowska, Zebrzydowska, Zielona, Złota, Źródlana, Żółta.